# Natilla (Colombia)
La natilla es un postre tradicional colombiano a base de fécula de maíz y panela. Es típica de Antioquia y el Eje Cafetero, ya expandida por todo el territorio nacional. Se acostumbra servirla como postre en los días de Navidad y año nuevo, acompañada con buñuelos, tamales y chocolate caliente.

## Descripción
La natilla colombiana tradicional se prepara a base de fécula de maíz, leche y panela. Esta última le da su color acaramelado característico, mayor consistencia y sabor dulce. Para aromatizar se le puede agregar clavos de olor y canela. Se prepara en vasija de barro o preferiblemente de cobre, y se revuelve con cucharón de palo. No lleva huevo, como otras preparaciones homónimas, y opcionalmente se puede consumir con salsas y otros dulces. Es normal encontrar mezclas procesadas para preparar, las cuales pueden ser de diferentes sabores como arequipe, maracuyá o coco. 

## Producción
Se produce industrialmente, ya sea como postre preparado o como polvo de mezcla lista para la preparación casera, que es exportada a otros países.